# Троцкий, Исаак Моисеевич
Исаак Моисеевич Троцкий (1903, Одесса — 4 ноября 1937, Сандармох) — советский историк, источниковед.

## Биография
Родился в Одессе в семье народного учителя и потомственного почётного гражданина Моисея Исааковича Троцкого (1861—1922), автора книг «Краткая грамматика древнееврейского языка» (Одесса, 1905) и «Учебник русской грамматики для инородческих училищ (с приложением задач, примеров и статей для списывания, разбора и диктанта» (часть I — Этимология с краткими сведенями из синтаксиса, часть II — синтаксис; Одесса, 1911—1915). Моисей Исаакович (Эльяш-Мойше Гецель-Айзикович) Троцкий преподавал иудейскую веру, а также общеобразовательные предметы и древнееврейский язык в общественных еврейских училищах (Первой и Третьей Талмудторах) и в Одесском коммерческом училище, позже заведовал Третьей Талмудторой по улице Градоначальнической, 1, а в советское время — трудовой школой. Он также состоял членом Общества взаимного вспомоществования приказчиков-евреев города Одессы и Общества взаимного вспомоществования учителей-евреев Новороссийского края и Бессарабской губернии. Мать — Фейга Хаимовна (Фаня, Фаина Ефимовна) Троцкая (урождённая Фрейдлина; 1866, Мстиславль — 1932, Ленинград), была домохозяйкой из купеческой семьи. Семья жила на Молдаванке в доме № 5 по Градоначальнической улице при Талмудторе и в доме № 2 по Садиковской улице.
Брат антиковеда И. М. Тронского.
В 1920 году И. М. Троцкий окончил классическую гимназию и поступил на историко-социологическое отделение Одесского гуманитарно-общественного института. После реорганизации этого института в 1921 году стал студентом Одесского института народного образования (ОИНО). Позже переехал в Петроград и закончил Петроградский университет.
С 1926 года — преподаватель Ленинградского института путей сообщения и политехникума путей сообщения, научный сотрудник при Обществе бывших политкаторжан и ссыльнопоселенцев. Архивной работой занимался с 1924 года. На основе работы в архивах фондов Департамента военных поселений и Главного штаба Его Императорского Величества им была написана монография «Жизнь Шервуда Верного» (1927, полностью опубликована в 1931 году).
С 1928 года — аспирант Института истории Российской ассоциации научно-исследовательских институтов общественных наук (РАНИОН). В 1930 году была опубликована книга о III Отделении Собственной Его Императорского Величества канцелярии в царствование Николая I. С начала 1930-х годов — учёный секретарь Историко-археографического института АН СССР. В 15 июня 1935 И. М. Троцкому без защиты было присуждено звание кандидата исторических наук и он был назначен профессором исторического факультета Ленинградского университета.

Исаак Троцкий был не только талантливым историком. Он был, что называется, блестящим человеком. Высокий, золотоволосый, он получил в молодости прозвище Дориан Грей за удивительную красоту. Он превосходно знал русскую и мировую литературу, особенно поэзию, мог часами читать наизусть русских и европейских поэтов XIX—XX веков.— Гордин Я. А. Историк и жизнь // Троцкий И. М. III-е Отделение при Николае I. Жизнь Шервуда-Верного. Л.: Лениздат, 1990, с. 5
Арестован 3 июня 1936 года по обвинению в участии в заговоре с целью убийства С. М. Кирова; 23 декабря осуждён Военной Коллегией Верховного Суда СССР на 10 лет ИТЛ, отбывал наказание в Соловках. 10 октября 1937 года приговорён Тройкой УНКВД по Ленинградской области к высшей мере наказания, расстрелян 4 ноября того же года.

Автор книг о карательном аппарате первой половины XIX века, И. Троцкий имел возможность наблюдать действия карательного аппарата иного периода: извне — до июня 1936 года, когда он был арестован, и изнутри — с этого момента до того неизвестного дня, когда он погиб при неизвестных обстоятельствах…— Гордин Я. А. Историк и жизнь // Троцкий И. М. III-е Отделение при Николае I. Жизнь Шервуда-Верного. Л.: Лениздат, 1990, с. 5
Реабилитирован Военной Коллегией Верховного Суда СССР 14 июля 1956 года.
Автор трудов по истории декабризма, политической полиции XIX века, Новгородской республики.

## Семья
- Жена — Людмила Павловна Эйзенгардт (1899—1976), первым браком замужем за актёром и режиссёром К. М. Миклашевским. После ареста мужа в 1936 году была выслана в Архангельскую область, позже арестована, провела в лагерях 17 лет[4][5]. После реабилитации мужа пыталась добиться от советского государства пенсии за него, но получила ответ, «что она не имеет на это права, поскольку профессор Ленинградского университета И. М. Троцкий не выработал положенный для пенсии стаж»[6]. В справке из министерства соцобеспечения от 6 февраля 1957 цинично разъяснялось, что «время нахождения в заключении засчитывается в стаж только по день смерти, а не по день реабилитации»[6].
  - Дочь — Елена Исааковна Эйзенгардт (1930—1958), после ареста родителей была удочерена семьёй дяди (брата отца) — филолога-классика Иосифа Моисеевича Тронского; замужем за физиком Герасимом Матвеевичем Элиашбергом[7].
- Дядя (муж тёти со стороны матери, Иты Хаимовны (Иды Ефимовны) Дубновой, 1858—1934) — историк Семён Маркович Дубнов.
  - Двоюродная сестра — София Семёновна Дубнова-Эрлих (1885—1986), поэтесса, публицист (на русском языке и идише), переводчица с идиша и немецкого на русский язык, жена видного деятеля Бунда Х. М. Эрлиха (их сын — филолог-славист В. Г. Эрлих).

## Монографии
- Письма из Сибири декабристов М. и Н. Бестужевых (с М. К. Азадовским). Издательство Иркутской секции научных работников, 1929.
- Третье отделение при Николае I. — М.: Издательство Всесоюзного общества политкаторжан и ссыльнопоселенцев, 1930. — 139 с.
- Жизнь Шервуда Верного. М.: Издательство Всесоюзного общества политкаторжан и ссыльнопоселенцев, 1931. — 275 с.
- Проблемы источниковедения. М.: Издательство Академии наук СССР, 1933.
- А. Н. Радищев: материалы и исследования (с П. Г. Любомировым). М.: Издательство Академии наук СССР, 1936. — 415 с.
- III-е Отделение при Николае I. Жизнь Шервуда-Верного. Л.: Лениздат, 1990. — 317 с.